# 东风11Z型柴油机车
东风11Z型柴油机车（DF11Z）是中国铁路的柴油机车车型之一，由戚墅堰机车车辆厂设计生产。因为经常执行牵引“水表”的专运任务，所以称之为“大水表”（水表：高层领导视察时执行专运任务的车底，拍攝後不可公開展示或分享）

## 概要
东风11Z型柴油机车是双节组合式准高速专运内燃机车。为满足铁路专运及特殊客运列车牵引任务的需要，中华人民共和国铁道部于2001年5月决定在具有较高运用可靠性的提速主型客运内燃机车——东风11型柴油机车的基础上研制东风11Z型专运内燃机车，以替代1970年代从联邦德国（西德）进口的NY6型液力传动内燃机车，车型代号为DF11Z，其中“Z”代表“专用”。2001年8月下达机车设计任务书，戚墅堰机车车辆厂根据设计任务书要求，以可靠性为首要，尽量采用东风11型机车的成熟技术与部件，部分关键部件采用进口部件。2002年4月1日，首组东风11Z型机车在江苏常州戚墅堰机车车辆厂下线，当日时任铁道部副部长刘志军、江苏省副省长吴瑞林出席了下线仪式。2002年5月，首组机车交付北京铁路局进行运用考核。由于初期东风11Z型机车某些部件可靠性尚无法超过NY6型机车，机车在早期仅执行一般客运任务，少数情况下执行专运任务。东风11Z型柴油机车在2002年共生产了4组，每组车分A/B两节重联，每组造价达3,200万元人民币，全部配属铁道部专运处，平日由北京机务段维护。
截至2015年5月，DF11Z在不执行专运任务时主要担当Y509/510次列车和T5687/5688次列车（均来往北京-秦皇岛）的本务机车。同年，戚墅堰厂制造的第五组DF11Z下线，并前往环行铁道试车，回厂一段时间后交付，第六组DF11Z也已于2016年6月交付。6组DF11Z中4组配属铁总专运处，另外两组转配北京铁路局。截至2020年，DF11Z在不执行专运任务时主要担当T57/58次列车(来往北京西-天津) ，但2022年该列车京津段已改由DF11G牵引。
2018年3月、2019年1月金正恩两次乘火车访华，以及其2019年2~3月访问越南过境中国，其专列在中国境内分别由DF11Z-0002、DF11Z-0003和DF11Z-0006担当。
- DF11Z-0004牵引T5687次列车驶出北京站，前往秦皇岛
- DF11Z-0002牵引Y510次列车返回北京站

## 技术特点
为确保机车运用的高可靠性，东风11Z型柴油机车是两节机车固定重联组合式机车。每组机车由两台结构相同的单节机车重联牵引。每节机车设单司机室，取消II端司机室改为辅助室，两节机车之间设通过台，连接处采用密闭风挡。司机室内饰参考了“新曙光”号内燃动车司机室设计。机车装用16V280ZJA型柴油机，最大运用功率3610 kW，最大运行速度为每小时160公里。为提高机车的可靠性，机车的柴油机、燃油系统、冷却水系统、空气滤清系统、车体、制动系统、电传系统、微机控制系统均在东风11型机车的基础上进行改进设计，关键元件均按军用产品设计、选型，也是中国最早采用LKJ-2000型监控记录装置的机车。机车采用许多进口零部件，如柴油机喷油泵及喷油器采用奥地利BOSCH公司产品，调速器采用了美国Woodward公司的PGEV调速器等，柴油机采用的涡轮增压器由瑞士ABB公司进口。

## 参看
- 东风11型柴油机车
- 东风11G型柴油机车
- 东风10F型柴油机车
- NY6型柴油机车
- 复兴型内电双源机车